# Gros-Horloge

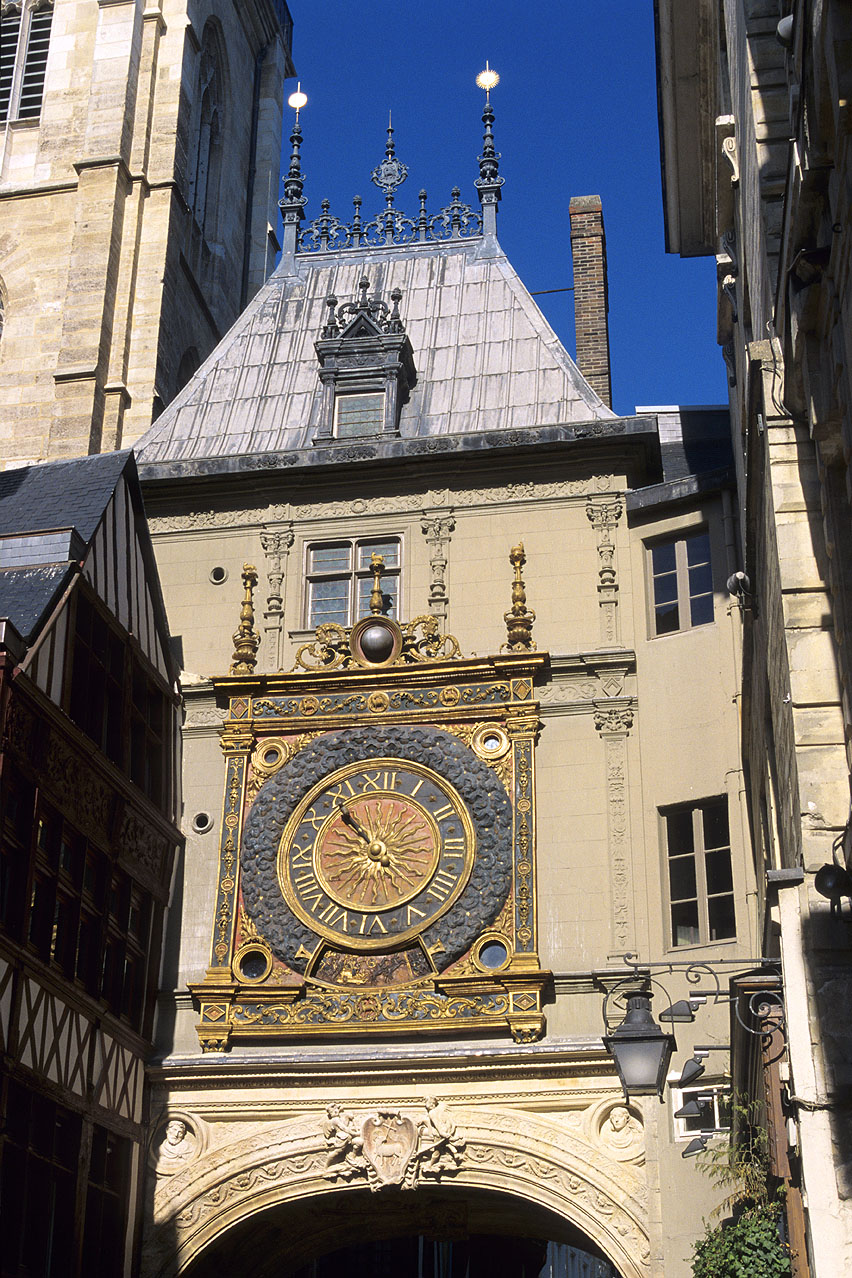
Gros-Horloge in Rouen

Die Gros-Horloge (Dicke Uhr) ist ein Charakteristikum der Stadt Rouen. Das älteste Uhrwerk Frankreichs ist in einem gesonderten Türmchen installiert. Das Bauwerk ist an einen Glockenturm oder Belfried des 14. Jahrhunderts angebaut. Es besteht aus einem Renaissancebogen, der die Rue du Gros-Horloge überspannt und von einer astronomischen Uhr überragt wird. Die Gros-Horloge ist seit 1862 auf der Liste der historischen Denkmäler Frankreichs verzeichnet.

## Der Belfried
Südlich der Gros-Horloge befindet sich ein Belfried, der vom Übergang des 14. zum 15. Jahrhundert stammt. Dies erklärt das unterschiedliche Maßwerk der Fensteröffnungen, das im vorletzten Stockwerk noch der Gothique rayonnant (ca. 1236–1387) zugerechnet wird, im obersten Stockwerk dagegen schon der Gothique flamboyant (ca. 1388–1490). Ursprünglich krönte eine gezimmerte Turmspitze aus Holz den Turm, aber in neueren Zeiten bevorzugte man eine Kuppel im klassischen Renaissancestil. Der Glockenturm ersetzt einen älteren Vorgänger, der nach dem Harelle-Aufstand 1382 abgerissen wurde, verbunden mit einem Verbot für die Bürger von Rouen, einen neuen Turm zu errichten. Doch die Bürger setzten sich unter dem Vorwand, keinen Belfried, sondern nur einen Uhrturm errichten zu wollen, darüber hinweg und erneuerten den Belfried bis zum Jahr 1398.
Er beherbergte von Anfang an das Uhrwerk der Gros-Horloge sowie die Glocken, mit denen sie läutet. Der Mechanismus der Uhr ist einer der ältesten in ganz Frankreich. Das Uhrwerk wurde im Jahr 1389 hergestellt. Die Uhr selbst wurde während desselben Jahres eingebaut.

## Die astronomische Uhr
Im 15. Jahrhundert bildete die Porte Massacre einen Bogen über die Rue du Gros-Horloge, der von einer Fachwerkkonstruktion überragt wurde, die auf beiden Seiten die Zifferblätter einer Uhr zeigte, welche 1410 eingebaut wurde.
Die zwei Zifferblätter der heutigen Uhr sind Teile einer späteren Rekonstruktion aus der Renaissancezeit und stellen eine goldene Sonne mit 24 Strahlen auf einem roten Grund dar, umgeben von einem blauen, mit Sternen bestreuten Kranz. Das Zifferblatt misst 2,50 m im Durchmesser. Ein einziger Zeiger mit der Darstellung eines Lamms an der Spitze zeigt die Stunde an. Die Mondphasen werden im Oculus oberhalb des Zifferblatts durch eine Kugel von 30 Zentimeter Durchmesser angezeigt. Diese Kugel vollführt eine vollständige Drehung innerhalb von 29 Tagen. In einer Öffnung an der Unterkante des Zifferblatts gibt es einen Wochentagsanzeiger. Dieser ist mit allegorischen Abbildungen geschmückt : der Mond in Gestalt von Diana für den Montag, Mars für den Dienstag, Merkur für den Mittwoch, Jupiter für den Donnerstag, Venus auf einem Wagen für den Freitag, Saturn für den Samstag und Apollon für den Sonntag. Die Funktion des gesamten Mechanismus wird seit den 1920er Jahren durch Elektrizität sichergestellt, auch wenn das mechanische Uhrwerk perfekt in Schuss ist.
Ab 1997 restauriert und seit 2003 mit einer Beleuchtung versehen, wurde der Ort 2006 wieder für die Öffentlichkeit zugänglich gemacht.

## Der Bogen
Die Zifferblätter der Uhr sind in einen Pavillon eingelassen, der ebenfalls die Stilmerkmale der Renaissance zeigt und zwischen 1527 und 1529 erbaut wurde. Damit stammt er aus der Epoche, in der sich Rouen mit zahlreichen Gebäuden schmückte, was man auch entlang der Straße erkennen kann. Der Pavillon ersetzt die frühere Porte Massacre, die seinetwegen abgebrochen wurde.
Das erste Geschoss ist aus Stein. Im Mittelpunkt des flachen Torbogens ist das Stadtwappen angebracht, das das Osterlamm mit der Siegesfahne zeigt, das ab 1362 endgültig den vorherigen normannischen Leoparden ersetzte, auf rotem Grund, der beibehaltenen Wappenfarbe der Normandie. Beiderseits des Wappens sind zwei Engel aus dem Stein gearbeitet, von denen der rechte seinen Kopf abwendet und seinen Rücken präsentiert, Zeichen der Unzufriedenheit der Arbeiter beim Bau der Uhr. Die Unterseite des Gewölbes, reich mit Steinmetzarbeiten verziert, zeigt Christus als Guten Hirten mit Schafen auf beiden Seiten und war ursprünglich vielfarbig bemalt.
Die oberen Geschosse bestehen aus verputztem Fachwerk, versehen mit den charakteristischen Zierleisten und Pilastern der Renaissance.
Das gesamte Ensemble wurde 1892 restauriert, wobei das Dach mit einem Ziergitter aus Blei und den beiden seitlichen Spitzen, die Sonne und Mond tragen, versehen wurde. Diese Verzierungen sind das Werk des Kunstschmieds Ferdinand Marrou.

## Nachbarbauwerke
Am Fuß der Gros-Horloge stellt auf der Westseite ein Brunnen (1743) eine Szene aus der griechischen Mythologie dar. Abgebildet ist das Rendezvous des Flussgottes Alpheios mit der Nymphe Arethusa, ergänzt durch die Figur eines Cupido, der über den beiden Verliebten schwebt. Er wurde anstelle eines früheren spätgotischen Brunnens aus dem 15. Jahrhundert in Pyramidenform errichtet. Alpheios symbolisiert hier die Seine, „den Fluss“ in Rouen, und Arethusa den Brunnen. Man kann darin auch ein Zeichen der Anhänglichkeit, vielleicht sogar Liebe, der Stadt zu König Ludwig XV. sehen, denn eine Tafel an der Basis des Brunnenbauwerks verrät die Widmung an den König. Der Brunnen ist seit 1889 auf der Liste der historischen Denkmäler Frankreichs verzeichnet. 2021–2022 hat die Stadt Rouen ein Programm für die Instandsetzung mehrerer Brunnen gestartet: der an der Gros-Horloge gehört dazu.
Im Erdgeschoss gegenüber des Belfrieds befindet sind ein Geschäft aus dem 16. Jahrhundert, das zeitgleich mit dem Bogen errichtet wurde und das dem für die Uhr zuständigen Uhrmacher erlaubte, mit verschiedenen Artikeln des Uhrmacherhandwerks zu handeln. Heute dient er als Eingang zum Uhrenmuseum. Im 17. Jahrhundert wurde der Laden um zwei Stockwerke erhöht, um eine vollständige Uhrmacherwerkstatt aufnehmen zu können. Das Gebäude ist mit großen Fenstern ausgestattet, die auf das östliche Zifferblatt des Gros-Horloge blicken.

## Museum der Gros-Horloge
Das Museum besteht aus dem Atelier des Uhrmachers, dem Belfried mit seinen Glocken, den Gewichten und dem Uhrwerk. Die einzelnen Ausstellungsräume zeigen ein weiteres altes Uhrwerk aus Rouen und Objekte zur Stadtgeschichte. Von der obersten Plattform des Belfrieds gibt es einen Rundumblick über die Dächer der Stadt und zur Kathedrale Notre-Dame.

## Kunst und Philatelie
Die Gros-Horloge wurde mehrfach von bedeutenden Künstlern gemalt, so z. B. von J.M.William Turner 1832, Camille Pissarro 1885 oder Léon-Jules Lemaître 1890.
Zweimal ist die Gros-Horloge bisher auf französischen Briefmarken erschienen, einmal 1976 und dann noch einmal 2014. Die Ausgabe von 1976 erschien aus Anlass des in Rouen abgehaltenen 49. Kongress der philatelistischen Gesellschaften Frankreichs. Kurioserweise hat das Zifferblatt der Gros-Horloge hier zwei Zeiger statt nur einem, was der Graveur Albert Decaris wohl nicht wusste. Die Marke vom 8. September 2014 erschien in einem Markenheftchen mit 12 Marken unter dem Titel „Objets d´art - Renaissance en France“.